# Rete Uno
Rete Uno ist das erste öffentlich-rechtliche Hörfunkprogramm des Rundfunks der italienischen Schweiz (RSI). Es wird im RSI-Gebäude in Lugano-Besso produziert und erreichte 2012 am Durchschnittstag knapp 142'000 Hörer. Der Marktanteil im Tessin und den italienischsprachigen Gebieten Graubündens betrug laut dem Geschäftsbericht der SRG SSR im Jahr 2012 47,2 Prozent. Rete Uno ist als einziges italienischsprachiges Hörfunkprogramm auch nördlich der Alpen über UKW zu hören, einige leistungsstarke Sender, wie zum Beispiel die Standorte Säntis oder Rigi, können auch in Teilen Süddeutschlands noch empfangen werden. Das Programm identifiziert sich on-air häufig auch mit der Bezeichnung Radio svizzera – Rete Uno.

## Geschichte
Rete Uno entstand aus dem Landessender Monte Ceneri, der 1933 seinen Betrieb aufnahm. Nach dem Zweiten Weltkrieg wurde nach und nach eine UKW-Senderkette für das Programm aufgebaut, ab etwa 1990 auch als Sprachaustausch-Sender nördlich der Alpen. Die älteste Sendung ist Voci del Grigione italiano, die seit 1941 ausgestrahlt wird.

## Historische Logos

Logo bis 2009
Logo von 2009 bis 2012

## Programm
Rete Uno ist ein klassisches Vollprogramm mit einem breitgefächerten Angebot sowohl im Musik- als auch im Wortbereich. Im Tagesprogramm wird gleichwohl vorwiegend auf, nach Eigenbeschreibung, «leichte Unterhaltungsmusik» gesetzt. Häufig sind das italienischsprachige Chansons. Charakteristisch ist dabei der hohe Wortanteil von über 30 Prozent. Werbung wird auf Rete Uno nicht ausgestrahlt.